# 巴利阿里岛铁还原单胞菌
巴利阿里岛铁还原单胞菌（学名：Ferrimonas balearica）也称巴氏铁单胞菌，是铁还原单胞菌属的下属物种。此物种是一种革兰氏阴性、过氧化氢酶阳性、氧化酶阳性、兼性厌氧、不形成孢子且嗜温的细菌。此物种的细胞是杆状的，长1.2μm至1.5μm，宽0.3μm至0.5μm，用单极鞭毛运动。从马略卡岛帕尔马港（西班牙）海岸的地中海海洋沉积物的表面分离出来。